# De Weere (Hollands Kroon)
De Weere (52° 46′ N, 4° 52′ L) é uma cidade dos Países Baixos, na província de Holanda do Norte. De Weere (Hollands Kroon) pertence ao município de Hollands Kroon, e está situada a 12 km, a norte de Heerhugowaard.
A área de De Weere, que também inclui as partes periféricas da cidade, bem como a zona rural circundante, tem uma população estimada em 110 habitantes.